# AES+F

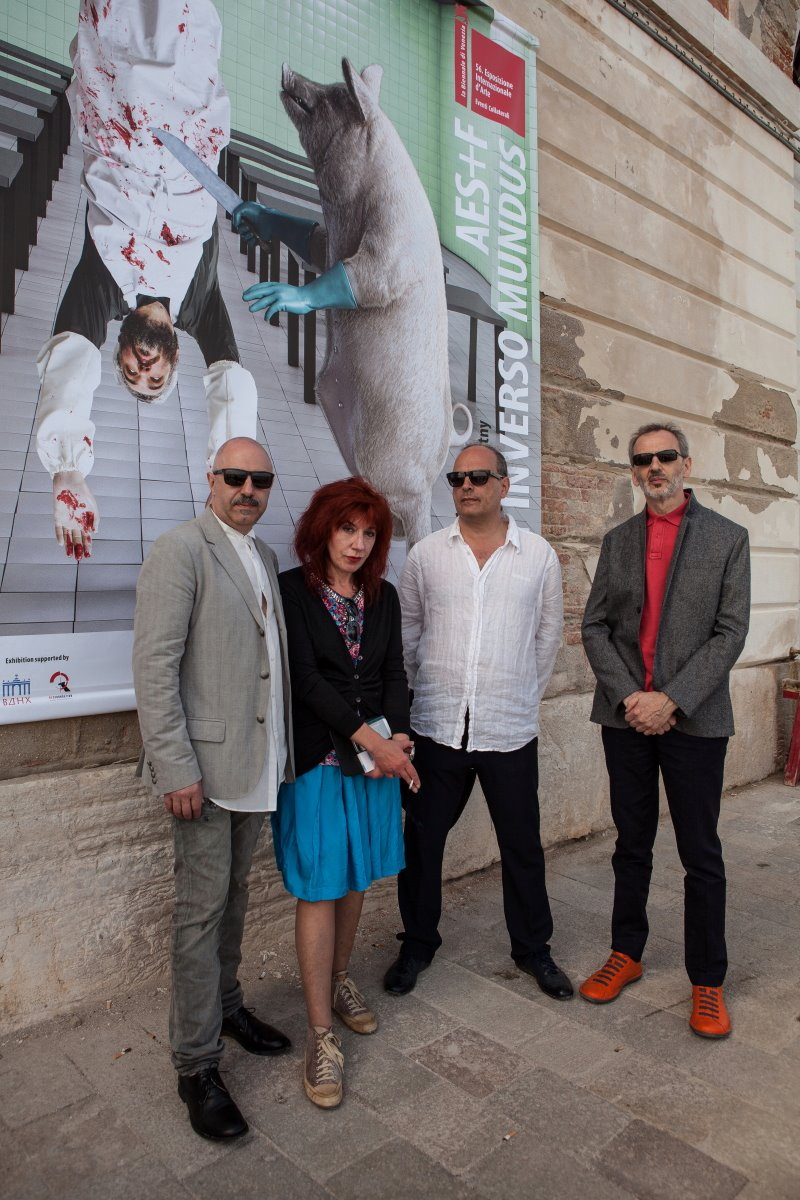
AES+F an der Eröffnung von Inverso Mundus, Venedig Biennale 2015. V.l.n.r: Evgeny Svyatsky, Tatiana Arzamasova, Lev Evzovich, Vladimir Fridkes

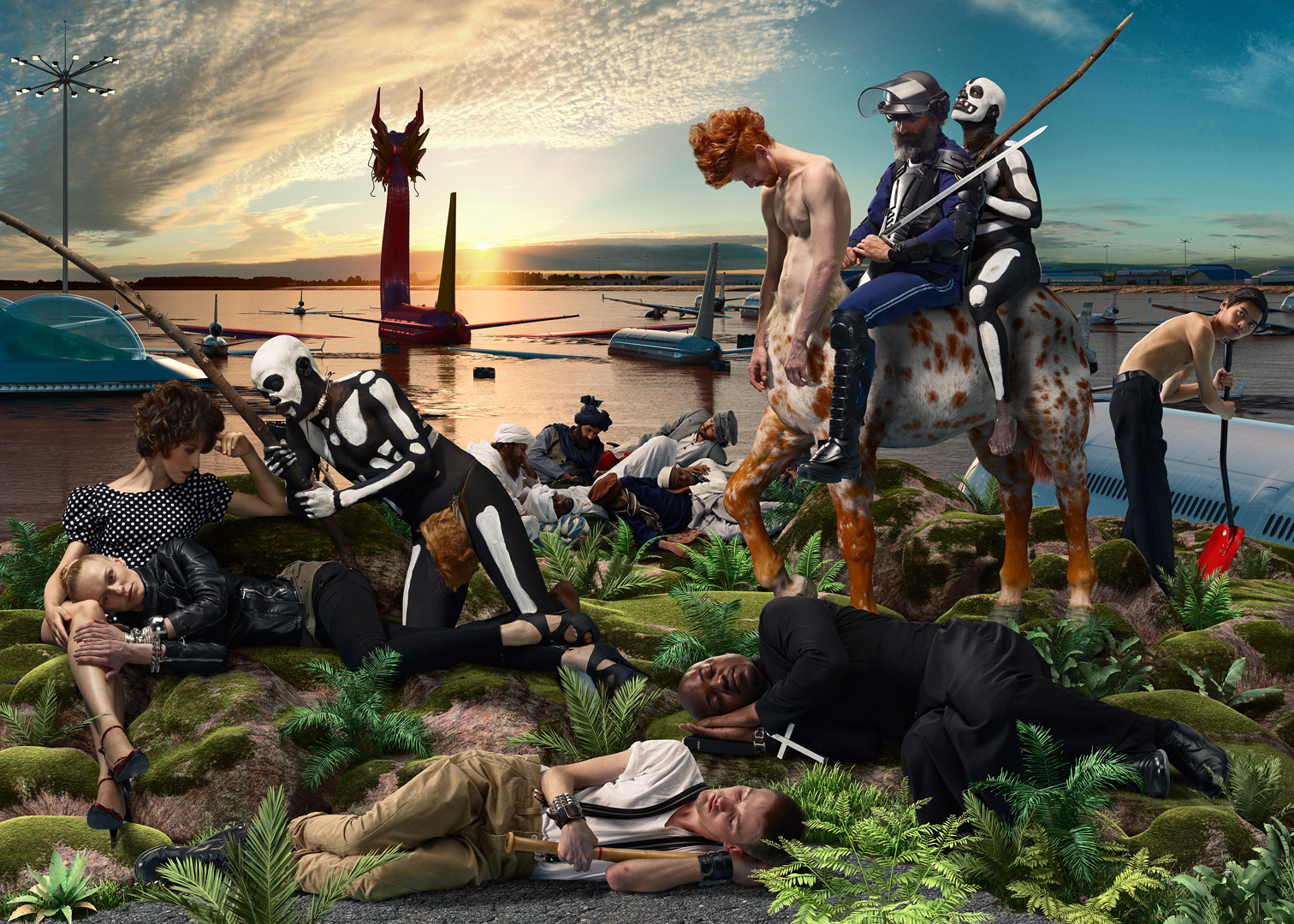
Allegoria Sacra, Knight and Death, AES+F, 2012, digitale Collage

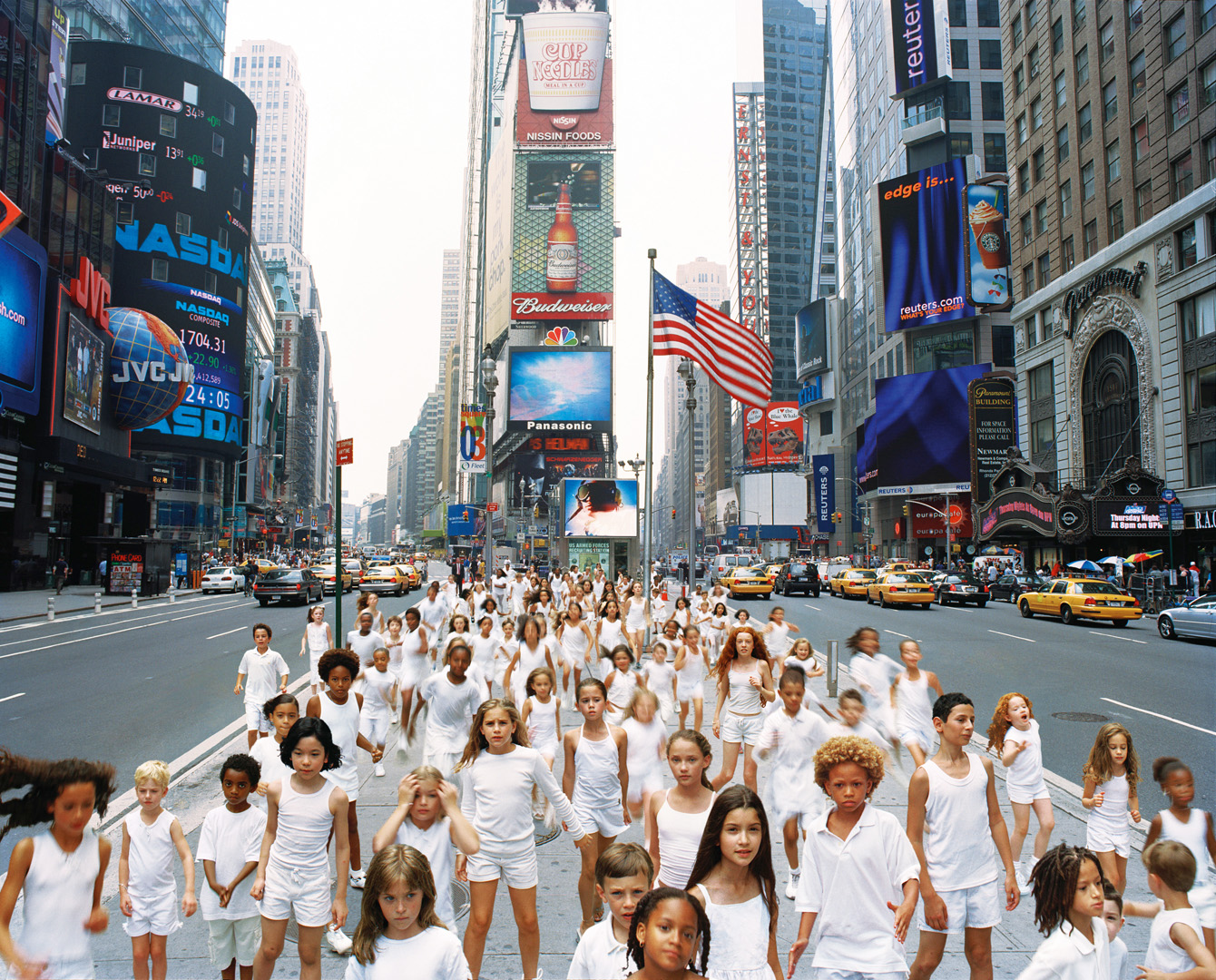
KFNY by AES+F, 2003.

AES+F ist eine Gruppe von vier russischen Künstlern: Tatiana Arzamasova (* 1955), Lev Evzovich (* 1958), Evgeny Svyatsky (* 1957) und Vladimir Fridkes (* 1956).

## Die Gruppe
Die Gruppe bildete sich 1987 unter dem Namen AES mit den Künstlern Tatiana Arzamasova, Lev Evzovich und Evgeny Svyatsky. Der Fotograf Vladimir Fridkes schloss sich 1995 der Gruppe an. Daraufhin wurde der Name der Gruppe in AES+F geändert. Die Gruppe lebt und arbeitet in Moskau und Berlin. Sie arbeitet mit Fotografie, Foto- und Computer-basierter Kunst, Animation und Videokunst. Sie arbeitet auch mit traditionellen Techniken wie Zeichnung, Malerei, Skulptur und Porzellanfiguren.

## Ausstellungen

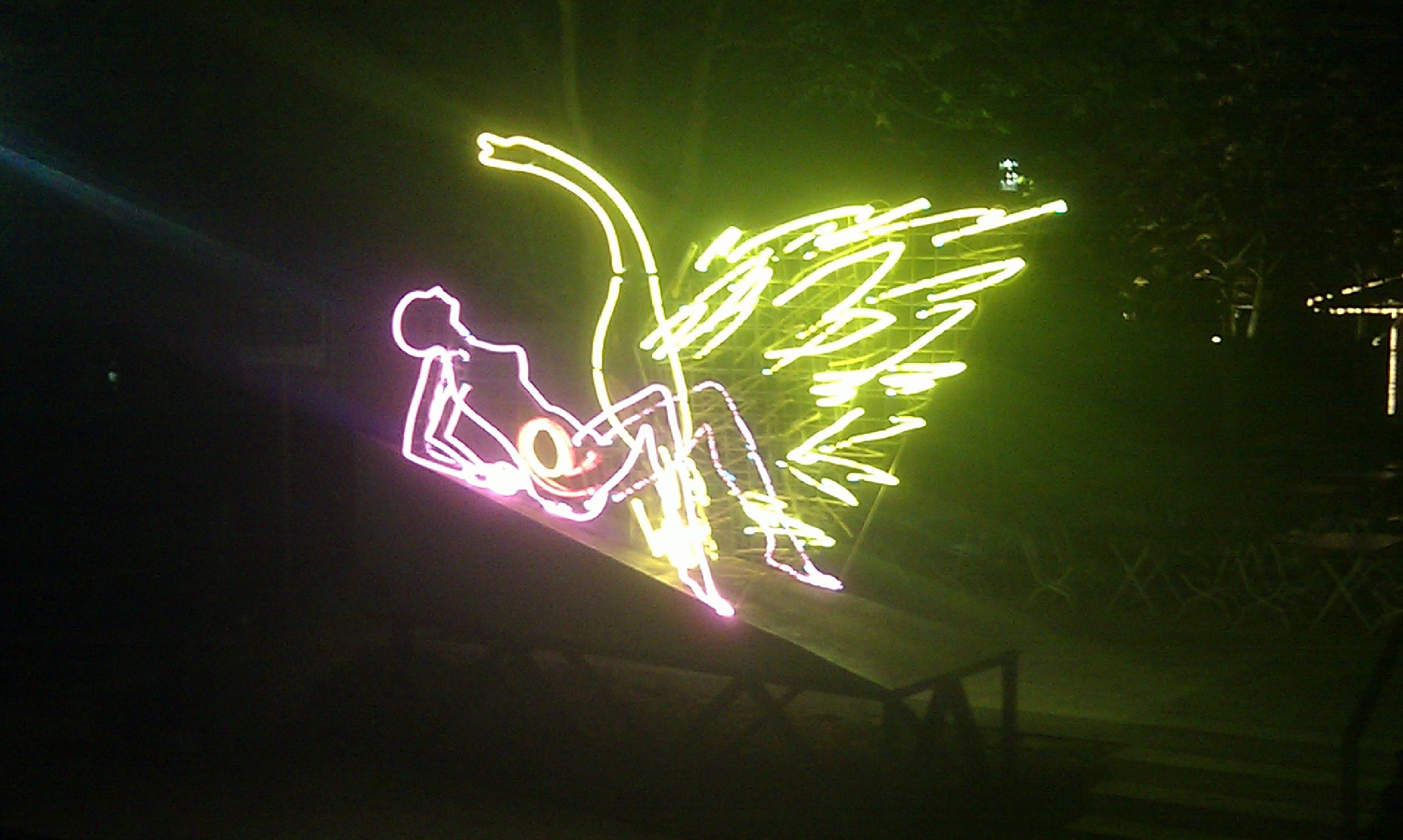
Neon-Installation "Leda & Swan" (AES+F 1996) vor dem Berliner Hotel Estrel

Werke der AES/AES+F wurden auf einer Reihe von Biennalen gezeigt: Venedig, Lyon, Sydney, Gwangju, Moskau, Gothenburg, Havanna, Tirana, Istanbul, Bratislava, Seoul etc., ARS-06 (KIASMA, Helsinki) sowie auf einer großen Zahl wichtiger Gruppen- und Einzelausstellungen weltweit.  Ihre Arbeiten werden in Sammlungen der bedeutenden russischen Nationalmuseen, sowie in Museen in Europa wie der staatlichen Tretjakow-Galerie (Moskau), dem Staatlichen Russischen Museum (St.-Petersburg),  dem Multimedia Art Center (Moskau), dem Moderna Museet (Stockholm), dem MEP (Paris), Les Abattoirs (Toulouse), FNAC (Paris), Centre Pompidou (Paris), Museum of Contemporary Art (Belgrad), Sammlung Goetz (München) etc.

## Video-Großprojekte
Das Video der Gruppe mit dem Titel Last Riot wurde auf der Biennale 2007 in Venedig gezeigt: eine gedachte Zukunft in digitaler Überarbeitung, in der sich verschneite Berge neben trostlosen Stränden befinden, neonfarbene Drachen auf Öl-Bohrinseln sitzen, Flugzeuge ohne Explosion zusammenstoßen und eine Gruppe attraktiver Teenager einander ohne Auswirkungen gegenseitig Gewalt antun. Ihr Werk The Feast of Trimalchio von 2009 wurde im gleichen Jahr in Venedig und 2010 auf der 17. Sydney Biennale gezeigt. In 2011 zeigte AES+F ein neues Projekt Allegoria Sacra (der dritte Teil einer Trilogie, die mit Last Riot begonnen hatte) im Multimedia Art Museum Moskau als Sonderprojekt der vierten Moskauer Biennale of Contemporary Art.

## Preise und Auszeichnungen
- 2012: Kandinsky Prize for Modern Art für Allegoria Sacra, zusammen mit Grisha Bruskin.

## Galerien
AES+F wird gezeigt von:
- der Triumph Gallery in Moskau;
- der Galerie Volker Diehl in Berlin;
- der Noire Contemporary Art in Turin;
- der Anna Schwartz Gallery in Melbourne und Sydney;
- der Art Gallery of South Australia in Adelaide;
- der Hans Knoll Gallery in Venedig und Budapest;
- der Ruzicska Gallery in Salzburg;
- der SEM-Art Gallery in Monaco;
- der Charlotte Moser Gallery in Genf;
- der Arario Beijing Gallery in China;
- der Loop Gallery in South Korea;
- der Art Statements Gallery in Hong Kong and Tokyo;
- der Juan Ruiz Gallery in Venezuela.